# Внереализационные доходы
Внереализационные доходы (англ. non-operating income) — доходы, не связанные с основной деятельностью организации. Как правило, внереализационный доход не является периодическим и поэтому обычно исключается или рассматривается отдельно при оценке деятельности компании за рассматриваемый период (например, за квартал или год). К типичным внереализационным доходам относятся:
- штрафы, пени, неустойки за нарушение условий договоров[2];
- активы, полученные безвозмездно, в том числе по договору дарения[2];
- поступления в возмещение причинённых организации убытков[2];
- прибыль прошлых лет, выявленная в отчётном году[2];
- суммы кредиторской и депонентской задолженности, по которым истёк срок исковой давности[2];
- курсовые разницы[3][1];
- поступления, связанные с продажей и прочим списанием основных средств и иных активов[3][1];
- арендные поступления[3];
- сумма дооценки активов[3];
- прочие внереализационные доходы.

## Внереализационные доходы в различных стандартах

### Россия
Для целей налогообложения в НК РФ внереализационными признаются доходы, не указанные в статье 249 Налогового Кодекса РФ. Так, внереализационными доходами налогоплательщика признаются, в частности:
- от долевого участия в других организациях;
- в виде штрафов, пеней и (или) иных санкций за нарушение договорных обязательств, а также сумм возмещения убытков или ущерба;
- от сдачи имущества в аренду (субаренду);
- от имущества, которое получено в качестве целевого финансирования (в т. ч. грантов)[5].

### США
В США, в соответствии с требованиями Комиссии по ценным бумагам и биржам, определяющее форму и содержание финансовых отчётов публичных компаний (англ. regulation S-X, см. Правило Комиссии по ценным бумагам и биржам, определяющее форму и содержание финансовых отчётов) компании обязаны предоставлять в отчете о прибылях и убытках отдельную информацию о внереализационных доходах, в частности доходах, полученных от:
- дивидендов,
- процентов по ценным бумагам,
- прибыли по ценным бумагам (за вычетом убытков),
- прочие доходы.

При этом, существенные поступления, включенные в состав прочих доходов, должны быть представлены отдельно в отчете о прибылях и убытках с четким указанием характера операций, в результате которых возникли эти доходы.